# 은하제국 (스타워즈)

은하제국의 국기

은하 제국(Galactic Empire) 또는 간단히 제국은 《스타워즈》 세계에 등장하는 가공의 독재 정부이다. 1977년 영화 《스타워즈》에 처음 등장하였으며 후속편 《제국의 역습》 (1980년)과 《제다이의 귀환》 (1983년)에도 등장하며 오리지널 삼부작의 주요 악역을 담당하였다.
구 공화국의 의장인 쉬브 팰퍼틴 의장이 오더66으로 제다이를 사살한 뒤, 제다이가 자신을 죽이려고 했다며 공화국 대신 신속한 결정이 나는 제국으로 바꾸며 탄생했다. 은하 제국은 은하계 약 24년간 주도를 잡다가 24년 후 레아 오르가나가 이끄는 반란군과의 엔도 전투에서 처참히 패하며 쉬브 팰퍼틴, 그의 수하 다스 베이더가 죽고 제국군 장군/장교가 모두 사망하자 궤멸되었다.

## 서열
- 서열 1위: 쉬브 팰퍼틴
- 서열 2위: 다스 베이더, 윌허프 타킨 대총독, 쓰론 대제독, 메스 아메다
- 서열 3위: 피에트 제독, 니다 제독 등
- 서열 4위: 비어스 장군 등

## 함선/전투선
- 타이 파이터
- 스타 디스트로이어
- AT-AT
- AT-ST
- 데스 스타
- 데스 스타 2

(어쩌면 데스 스타와 데스 스타 2는 함선과 전투선이라기 보다는 우주 요새,   즉, 도시행성같은 느낌이다. [도시행성이란 도시로 이루어진 행성으로 행성도시와는 다르다.] )

## 상세
독재 정치, 노예 제도, 대량 학살, 인종차별, 성차별을 하였고 제국은 팰퍼틴 집권 19년 차, 구 공화국 의회를 영구 해산시키고, 거대 우주 정거장인 데스스타로 비무장 행성인 얼데란 행성을 레이저 포로 파괴하고, 텐티브 4호를 점령하여 파괴시켰다.

## 행적
제국은 팰퍼틴 집권 24년 차에 데스스타 2를 지어 은하계의 평화를 위협한다. 이에 반군 스파이들은 데스스타의 상세정보를 알아내어 반군 본거지로 보내고, 반군은 이 데스스타를 파괴하기 위해서 최후의 공격을 감행한다. 하지만 공격 전에 데스스타의 방어막 발전기를 한 솔로와 레아 오르가나가 없애지 못하고, 칼리시안 장군이 이끄는 부대도 스타 디스트로이어와 임페리얼 스타 디스트로이어가 이끄는 죽음의 부대와 데스스타의 공격 시스템으로 궤멸에 처한다. 이때 한 솔로가 방어막 발전기를 없애고, 파괴 부대도 데스스타의 중앙부를 파괴하며 데스스타는 파괴된다.
한편, 루크 스카이워커는 1년 전 다스 베이더가 자신의 아버지임을 깨닫고 그를 만나러 가고, 황제 앞에서 베이더와의 광검 전투를 벌인다. 이 검투에서 루크가 승리하지만, 황제의 제자가 되지는 않았다. 이에 황제는 루크를 죽이려 하지만, 다스 베이더가 아나킨 스카이워커로 돌아오면서 황제를 없애고 자신도 죽는다.
이에 팰퍼틴 황제와 다스 베이더, 제국의 장군/장교도 모두 사망하며 은하제국은 궤멸된다. 자쿠 전투 이후 은하 제국 잔당 세력들은 위치가 잘 노출되지 않는 지역으로 은둔하여 세력을 기르며 퍼스트 오더를 세우게 된다.

## 같이 보기
- 스타워즈의 등장인물 목록